# Campionat d'Espanya de motocròs 1987
La temporada de 1987 del Campionat d'Espanya de motocròs fou la 29a edició d'aquest campionat, organitzat per la Reial Federació Motociclista Espanyola.

## Classificació final

### 125cc
| Posició | Pilot               | Motocicleta | Punts |
| ------- | ------------------- | ----------- | ----- |
| 1       | José María González | Honda       | ?     |
| 2       | Josep Alonso        | ?           | ?     |
| 3       | Òscar Vallès        | ?           | ?     |
| 4       | ?                   | ?           | ?     |
| 5       | ?                   | ?           | ?     |
| 6       | ?                   | ?           | ?     |
| 7       | ?                   | ?           | ?     |
| 8       | ?                   | ?           | ?     |
| 9       | ?                   | ?           | ?     |
| 10      | ?                   | ?           | ?     |

### 250cc
| Posició | Pilot          | Motocicleta | Punts |
| ------- | -------------- | ----------- | ----- |
| 1       | Pablo Colomina | Honda       | ?     |
| 2       | Luis López     | Honda       | ?     |
| 3       | Juan Otero     | ?           | ?     |
| 4       | ?              | ?           | ?     |
| 5       | ?              | ?           | ?     |
| 6       | ?              | ?           | ?     |
| 7       | ?              | ?           | ?     |
| 8       | ?              | ?           | ?     |
| 9       | ?              | ?           | ?     |
| 10      | ?              | ?           | ?     |

## Categories inferiors
Font:
| Campionat               | Guanyador        | Motocicleta |
| ----------------------- | ---------------- | ----------- |
| Juvenil-B (Sub-16) 80cc | Moisés Bernárdez | Kawasaki    |

1. ↑  El 1987, el campionat Sub-16 era obert a pilots de les categories Juvenil B i Júnior menors de 18 anys